# Виктор Кингисеп
Виктор Едвард Кингисеп (ест. Viktor Eduard  Kingissepp, рус. Ви́ктор Эдуа́рдович Ки́нгисепп; Карма-Суре, 24. март 1888 − Талин, 4. мај 1922) био је руски комунистички политичар и револуционар естонског порекла и један од лидера Комунистичке партије Естоније.
Кингисеп се родио у радничкој породици, а са марксистичким идејама први пут се срео још током школских дана у естонском Куресареу. Године 1917. дипломирао је на Петроградском императорском универзитету, а током боравка у главном граду Руске Империје активно је учестовао у раду револуционарних бољшевичких фракција. Након Фебруарске револуције 1917. у Талину оснива естонски огранак руске радничке партије. На првом (1920) и другом заседању (1921) КП Естоније изабран је за члана централног комитета и члана Политбироа ЦК. Уређивао је раднички-комунистички лист „Комунист”.
Ухапшен је од стране естонске политичке полиције 3. маја 1922. године и под оптужбом за издају стрељан исте вечери.
У совјетско време бројни градови су имали улице са његовим именом, а њему у част градови Куресаре (у Естонији, 1952−1988) и Јамбург (у Русији, од 1922) носили су или и даље носе име Кингисеп.